# Pristupanje Hrvatske NATO-u
| ██ Članice NATO-a ██ Države pristupnice ██ Države kojima je obećana pozivnica za članstvo ██ Države s kojima se vodi intenzivniji dijalog ██ Države kojima članstvo nije cilj ██ Države koje se nisu izjasnile o ulasku u NATO |

Republika Hrvatska članica je Organizacije Sjevernoatlantskog ugovora (NATO) od 1. travnja 2009. godine.
2000. godine Hrvatska je postala članicom Partnerstva za mir, čime je obilježen početak odnosa između Hrvatske i NATO-a. Pozivnicu za punopravno članstvo u savezu Hrvatska je primila na summitu u Bukureštu 2008. godine.
21. travnja 2008. godine Republika Hrvatska je otvorila i istog dana zaključila prvi krug pregovora o pristupanju NATO savezu.Time je dokazala svoju spremnost sudjelovanja u kolektivnoj obrani te spremnost na doprinos miru i sigurnosti u euroatlantskoj zajednici.
Nakon prvog sastanka koji je bio posvećen političkim i vojnim pitanjima, 7. svibnja održali su se pregovori o financijskim, obrambenim i pravnim pitanjima. Tada se odredio i doprinos koji će RH uplaćivati u proračun NATO-a. 
9. srpnja 2008. u Bruxellesu države članice potpisale su Protokol o pristupanju Republike Hrvatske NATO-u.
Nakon što su sve države članice ratificirale hrvatski pristupni protokol i deponirale ga u State Departmentu, glavni tajnik NATO-a Jaap de Hoop Scheffer uputio je 30. ožujka 2009. službenu pozivnicu za punopravno članstvo Republici Hrvatskoj. Ispravu o pristupu Sjevernoatlantskog ugovora, kojeg je Hrvatski sabor potvrdio 25. ožujka 2009.,  u ime Republike Hrvatske 1. travnja 2009. u State Departmentu predala je hrvatska veleposlanica u SAD-u Kolinda Grabar-Kitarović čime je Hrvatska postala punopravna članica NATO-a.
Hrvatska je prvi put kao punopravna članica sudjelovala na NATO-vom sastanku na vrhu 3. i 4. travnja 2009. u Strasbourgu i Kehlu. Svečanim podizanjem zastava Republike Hrvatske i Sjevernoatlantskog saveza u Bruxellesu i Zagrebu 7. travnja godine te proslavom u Hrvatskom narodnom kazalištu Hrvatska je svečano obilježila punopravno članstvo u NATO-u. 

## Tijek ulaska u punopravno članstvo

### Pitanje raspisivanja referenduma
HDZ je bio za ulazak u NATO bez referenduma, tvrdeći da je "nepotreban jer Hrvatska ulaskom u NATO ne gubi dio svog suvereniteta". Koalicija liberala i HSS-a je izvorno zahtijevala neka se organizira referendum na kojem bi se građani izjasnili jesu li "za" ili "protiv" ulaska u NATO. Početkom siječnja 2008. potpisala je sporazum u kojem je odustala od toga zahtjeva.

Inicijativa NATO na referendum bila je neuspješna referendumskoj inicijativi za prikupljanje potpisa kojima se tražilo raspisivanje referenduma oko pitanja "Želite li da Republika Hrvatska postane članica Sjevernoatlantskog ugovora – NATO-a". Inicijativa je na razini Hrvatske prikupila 125.000 potpisa. Na Filozofskom fakultetu u Zagrebu je pokrenuta inicijativa antiNATO ffzg koja je sudjelovala u javnoj antiNATO kampanji, u skupljanju potpisa za raspisivanje referenduma o ulasku Hrvatske u NATO te u organizaciji antiNATO prosvjeda za posjeta Georgea Busha Zagrebu.

### Pozivnica za punopravno članstvo
Hrvatska je 3. travnja 2008. primila pozivnicu za punopravno članstvo u NATO-u, koje se očekuje početkom 2009. godine.
21. travnja 2008. godine Republika Hrvatska je otvorila i istog dana zaključila prvi krug pregovora o pristupanju NATO savezu. Time je dokazala svoju spremnost sudjelovanja u kolektivnoj obrani te spremnost na doprinos miru i sigurnosti u euroatlantskoj zajednici.
Nakon prvog sastanka koji je bio posvećen političkim i vojnim pitanjima, 7. svibnja održat će se pregovori o financijskim, obrambenim i pravnim pitanjima. Tada bi se trebao odrediti i doprinos koji će RH uplaćivati u proračun NATO-a. 
Hrvatska je 9. srpnja 2008. u Bruxellesu potpisala Protokol o pristupanju NATO savezu.
18. ožujka 2009. na dan kada je Hrvatska vlada Saboru poslala prijedlog ratifikacije Sjevernoatlantskog ugovora, premijer Ivo Sanader izjavio je o pitanje referenduma :"Zaboravit ću pritom da su neki htjeli referendum. Da smo išli u tu avanturu, ne bismo ovo ostvarili"
Glavni tajnik NATO saveza, Jaap de Hoop Scheffera, uputio je poziv Hrvatskoj da pristupi punopravnom članstvu 30. ožujka 2009. Hrvatska veleposlanica u SAD-u, Kolinda Grabar-Kitarović, u pratnji vojnog izaslanika RH u SAD-u, 1. travnja 2009. predala je ratifikacijski dokument Hrvatskog sabora američkom State Departmentu, kojim se potvrđuje ulazak Hrvatske u NATO savez. Tim je činom Hrvatska postala punopravna članica NATO saveza.
Hrvatska je zastava podignuta u sjedištu NATO saveza 7. travnja 2009., te u SHAPE-u, na prigodnim ceremonijama.
| Partnerstvo za mir              | 25. svibnja 2000.   |
| Akcijski plan za članstvo       | Svibanj 2002.       |
| Pozivnica za članstvo           | 3. travnja 2008.    |
| Potpisan protokol o pristupanju | 9. srpnja 2008.     |
| Ratifikacija protokola          |                     |
| Belgija                         | 30. siječnja 2009.  |
| Bugarska                        | 23. listopada 2008. |
| Kanada                          | 14. siječnja 2009.  |
| Hrvatska                        | 25. ožujka 2009.    |
| Češka                           | 22. prosinca 2008.  |
| Danska                          | 9. prosinca 2008.   |
| Estonija                        | 19. prosinca 2008.  |
| Francuska                       | 5. veljače 2009.    |
| Njemačka                        | 19. prosinca 2008.  |
| Grčka                           | 17. veljače 2009.   |
| Mađarska                        | 15. rujna 2008.     |
| Island                          | 12. veljače 2009.   |
| Italija                         | 23. prosinca 2008.  |
| Latvija                         | 18. rujna 2008.     |
| Litva                           | 6. listopada 2008.  |
| Luksemburg                      | 12. veljače 2009.   |
| Nizozemska                      | 17. veljače 2009.   |
| Norveška                        | 24. studenog 2008.  |
| Poljska                         | 21. listopada 2008. |
| Portugal                        | 13. veljače 2009.   |
| Rumunjska                       | 21. listopada 2008. |
| Slovačka                        | 24. listopada 2008. |
| Slovenija                       | 9. veljače 2009.    |
| Španjolska                      | 18. prosinca 2008.  |
| Turska                          | 26. studenog 2008.  |
| Ujedinjeno Kraljevstvo          | 19. prosinca 2008.  |
| SAD                             | 26. rujna 2008.     |
| Punopravno članstvo             | 1. travnja 2009.    |

## Prijetnje Slovenije o blokadi ulaska Hrvatske u NATO
Početkom siječnja 2009., neki su slovenski političari davali naznake da će blokirati Hrvatski ulazak u NATO. Slovenski premijer Borut Pahor izrazio je 29. siječnja žaljenje postupkom oporbene Slovenske demokratske stranke (SDS) bivšeg premijera Janeza Janše koja je zaprijetila bojkotiranjem zasjedanja na kojoj se trebalo odlučiti o ratifikaciji pristupnih protokola za ulazak u NATO budućih novih članica Hrvatske i Albanije zbog čega je sjednica morala do daljnjega biti odgođena. 
"Ovdje se se radi o pitanju vjerodostojnosti Slovenije kao države. Albanija i Hrvatska pozvane su u članstvo lani, s time se složila naša tadašnja vlada, a okolnosti se u međuvremenu nisu promijenile - ovdje je sada riječ o ratifikaciji pristupnog protokola i ispunjenju obećanja", rekao je Pahor nakon prekinute sjednice u zgradi parlamenta novinarima.
Janša je, komentirajući odluku svoje stranke da blokira zasjedanje zbog toga što je Pahorova parlamentarna većina odbila verificirati državni proračun Janšine vlade iz 2007. zbog nepravilnosti koje je otkrila državna revizija, rekao da nije u pitanju vjerodostojnost najveće oporbene stranke nego vjerodostojnost sadašnje vlade lijevog centra koja je iz "ideoloških razloga" osporila zaključni račun državnog proračuna u kojemu je bivša vlada ostvarila suficit.
Slovenski mediji navode da će o nastavku prekinutog zasjedanja u petak odlučivati kolegij predsjednika parlamenta, ali da nastavak nije moguć prije idućeg tjedna jer će Janšina stranka nastaviti bojkotirati zasjedanje ako Pahorova vlada ne omogući da se zaključni račun proračuna za 2007. u parlamentu prihvati. Budući da je zaključni račun parlamentarna većina u četvrtak odbila prihvatiti, to znači da je potreban kompromis vlade i opozicije o toj temi, a do izmijenjene odluke koja bi zadovoljila Janšine zastupnike po poslovniku ne može doći ako se još jednom ne sastane parlamentarni odbor za financije.
Slovenski mediji ističu da je odluka Janšine stranke, bez čijih se zastupnika u parlamentu ne može ratificirati pristupni protokol Hrvatske za ulazak u NATO s potrebnom dvotrećinskom većinom, za vladu došla kao iznenađenje i da nije riječ o uprizorenom protokolarnom zapletu.Ipak, slovenski parlament prihvatio je 6. veljače poslijepodne potrebnom dvotrećinskom većinom glasova Zakon o ratifikaciji hrvatskoga pristupnog protokola za ulazak u NATO. Za ratifikaciju je glasovalo 75 od prisutnih 86 zastupnika na sjednici, a jedanaest je glasovalo protiv. Time je zakon usvojen jer je za njega glasovalo više od dvije trećine zastupnika.
Vidi još i: Slovenska blokada pristupa Hrvatske Europskoj uniji